# رفرنس نيوز
رفرنس نيوز (بالإنجليزية: Reference News، بالصينية: 参考消息) هي صحيفة صينية تأسست عام 1931، تحتل المرتبة السابعة عالميًا والأولى في الصين من حيث التداول.
صدرت رفرنس نيوز لأول مرة في السابع من كانون الأول عام 1931. نشرتها وكالة أنباء شينهوا (وكالة أنباء الصين الحمراء الإخبارية - 1931-1937). وبصفتها وكالة الأنباء الصينية الحكومية الرسمية، فإن شينهوا تترجم وتعيد نشر مقالات من وكالات أنباء الأجنبية.
قبل الثمانينات من القرن العشرين كانت الصحيفة هي القناة الرسمية الوحيدة للجمهور الصيني ليلقي نظرة على العالم الخارجي. تُنشر الصحيفة أيضا باللغات الإيغورية والكازاخستانية والكورية والمنغولية من أجل الأقليات العرقية في الصين.
كانت صحيفة رفرنس نيوز متاحة في البداية فقط للكوادر وأسرهم، ولكن جرت إتاحتها للجمهور الصيني بأكمله في مواجهة المنافسة المتزايدة، وبالتالي انخفض تداولها من 11 مليون عام 1980 إلى 4 ملايين عام 1985.

## روابط خارجية
- الموقع الرسمي
 (Simplified Chinese)
- Introduction on Xinhua News Agency website (Simplified Chinese)
- Mao Zedong and Reference newspapers (Simplified Chinese)